# Herbert Gronen
Herbert Gronen (* 13. Januar 1944 in Aachen-Brand; † 29. April 2023 in Aachen) war ein deutscher Fußballspieler.

## Karriere
Aus der Jugend von Borussia Brand – u. a. Mitspieler von Herbert Wimmer – 1963 hervorgegangen und dem Jugendalter entwachsen, wurde Gronen zur Saison 1963/64 vom Regionalligisten Alemannia Aachen verpflichtet. Am Ende seiner Premierensaison gewann er mit der Mannschaft die Meisterschaft in der Regionalliga West. In der sich anschließenden Aufstiegsrunde zur Bundesliga schloss er die Gruppe 2 lediglich als Drittplatzierter ab; so auch in der Folgesaison, als seine Mannschaft die Saison als Zweitplatzierter abschloss. Erfolgreich hingegen verlief es im DFB-Pokal-Wettbewerb, in dem er mit den Aachenern bis ins Finale vordrang, jedoch mit 0:2 gegen Borussia Dortmund verlor.
Als Regionalligameister aus der Saison 1966/67 hervorgegangen, schloss er mit seiner Mannschaft im dritten Anlauf die Gruppe 2 der Aufstiegsrunde zur Bundesliga als Sieger ab. In seiner ersten Bundesligasaison – er debütierte am 19. August 1967 (1. Spieltag) bei der 0:4-Niederlage im Heimspiel gegen den FC Bayern München – bestritt er 32 Punktspiele, in denen er zwei Tore erzielte. In der Folgesaison trug er mit 24 Punktspielen und einem Tor zum zweiten Platz hinter dem FC Bayern München in der Meisterschaft bei. Am Saisonende 1969/70 vermochten seine 25 Punktspiele, in denen er ein Tor erzielte, die Rückkehr in die Regionalliga West nicht zu verhindern.
Nach einer weiteren Saison für Alemannia Aachen wechselte er zur Saison 1971/72 zum Bundesligaaufsteiger Fortuna Düsseldorf, für die er in 20 Bundesligaspielen ein Tor erzielte.
Danach bestritt Gronen die Hinrunde der Saison 1972/73 für den österreichischen Nationalligisten SC Schwarz-Weiß Bregenz, der jedoch als Neuling absteigen musste. Zuletzt bestritt er vom 17. März 1973 bis 31. Oktober 1975 77 Punktspiele für den SK Rapid Wien, für den er zwölf Tore erzielte. Am 27. Mai und 2. Juni 1973 bestritt er beide Finalspiele um den ÖFB-Cup gegen die SSW Innsbruck, die zunächst ihr Heimspiel 1:0 gewann. Rapid gewann dann zwar das Rückspiel in Wien (nach dem Ausgleichstreffer von Gronen) 2:1, der Pokalsieg jedoch ging aufgrund der Auswärtstorregel an die Innsbrucker.

## Erfolge
- ÖFB-Cup-Finalist 1973
- DFB-Pokal-Finalist 1965
- Meister der Regionalliga West 1964, 1967